# هنگ خودسر
هنگ خودسر (انگلیسی: Rogues' Regiment) یک فیلم سیاه و سفید در سبک سودجو-ماجراجویی به کارگردانی رابرت فلری است که در سال ۱۹۴۸ منتشر شد. این اولین فیلم بلند آمریکایی است که به موضوع جنگ اول هندوچین می‌پردازد.

## خلاصه داستان
یک مأمور اطلاعاتی آمریکا و شکارچی نازی، در تعقیب یک جنایتکار جنگی عضو سابق اس‌اس، مشابه مارتین بورمان، بر این باور است که در لژیون خارجی فرانسه در هندوچین پنهان شده باشد.

## بازیگران
- دیک پاول
- مرتا تورن
- وینسنت پرایس
- استیون مک‌نالی
- ریچارد لو
- فیلیپ آن
- ریچارد فریزر